# Suhoi Su-35
Suhoi Su-35 (NATO: Flanker-E) este un avion de luptă multirol proiectat de constructorul rus Suhoi, și introdus în 2014. Avionul este o versiune a tipului Suhoi Su-30 cu fuzelaj, motoare și avionică modernizate.

## Descriere
- Tip: Avion multirol
- Origine: Uniunea Sovietică / Rusia
- Proiectant: Suhoi
- Producător: Uzina de Avioane din Komsomolsk-pe-Amur (KnAAPO)
- Primul zbor: 19 februarie 2008
- Utilizator: Forțele Aeriene Ruse dețineau aproximativ 10 avioane Su-35S în decembrie 2012
- Produs: 2007–present
- Cost per unitate: 40 – 65 milioane dolari (în funcție de variantă)
- Dezvoltat din: Suhoi Su-27

### Variante:
- Su-27M/Su-35: variantă originală de avion de vânătoare, cu un singur loc
- Su-35UB: avion de antrenament cu două locuri. Acesta are stabilizatoarele verticale mai înalte și partea din față a fuzelajului similară cu a avionului Su-30
- Su-35BM: avion de vânătoare cu un singur loc, având avionică modernizată și diverse modificări la corpul aeronavei
- Su-35S: variantă modernizată a Su-35 destinată Forțelor Aeriene Ruse
- Su-37: variantă demonstrativă cu tracțiune vectorizată

### Caracteristici Su-35S:
- Echipaj: 1
- Lungime: 21,9 m
- Anvergură: 15,3 m (cu grinzile de acroșare din vârful aripilor)
- Înălțime: 5,90 m
- Suprafața aripilor: 62.0 m²
- Greutate gol: 18.400 kg
- Greutate cu încărcătură: 25.300 kg
- Greutatea maximă la decolare: 34.500 kg
- Motoare: 2 turbofane Saturn 117S având control vectorizat al jetului de gaze 
  - fără postcombustie: 8.800 kgf (86.3 kN) fiecare
  - cu postcombustie: 14.500 kgf (142 kN) fiecare
- Capacitate combustibil: 14,350 litri

### Performanțe:
- Viteză maximă: 2,25 Mach (2.390 km/h) la mare altitudine
- Rază de acțiune:
  - la mare altitudine: 3.600 km
  - la nivelul solului: 1.580 km
  - cu două rezervoare externe suplimentare: 4.500 km
- Plafon de zbor: 18.000 m
- Viteză ascensională: peste 280 m/s
- Încărcarea aripii: 408 kg/m²
- Raport putere/greutate: 1,13

### Armament:
- Tunuri: 1 tun GSh-30-1 calibru 30 mm, cu 150 proiectile
- Grinzi de acroșare: 14 grinzi de acroșare: 2 pe vârfurile aripii pentru rachete aer - aer și 12 sub aripi și pe fuzelaj. Pe aceste grinzi pot fi acroșate până la 8 tone de armament: 
  - Rachete aer-sol/ aer-suprafață:
    - rachete ghidate laser S-25LD
    - rachete neghidate S-250
    - containere B-8 pentru rachetele neghidate S-8
    - containere B-13 pentru rachetele neghidate S-13
    - rachetele antinavă/antiradar Kh-31A/P
    - rachete antinavă Kh-59
    - rachetele ghidate prin TV/ laser semiactiv Kh-29T/L

  - Rachete aer-aer:
    - Vympel R-27R/ER/T/ET/EP
    - Vympel R-77 cu variantele R-77M1, R-77T
    - Vympel R-73E/M și R-74M

  - Bombe:
    - KAB-500L, greutate 500 kg, ghidată laser
    - KAB-1500, greutate 1500 kg, ghidată laser
    - LGB-250, greutate 250 kg, ghidată laser
    - bomba neghidată FAB-250, greutate 250 kg
    - bomba neghidată FAB-500, greutate 500 kg

  - Altele:
    - sistem de realimentare în aer cu combustibil

### Avionică:

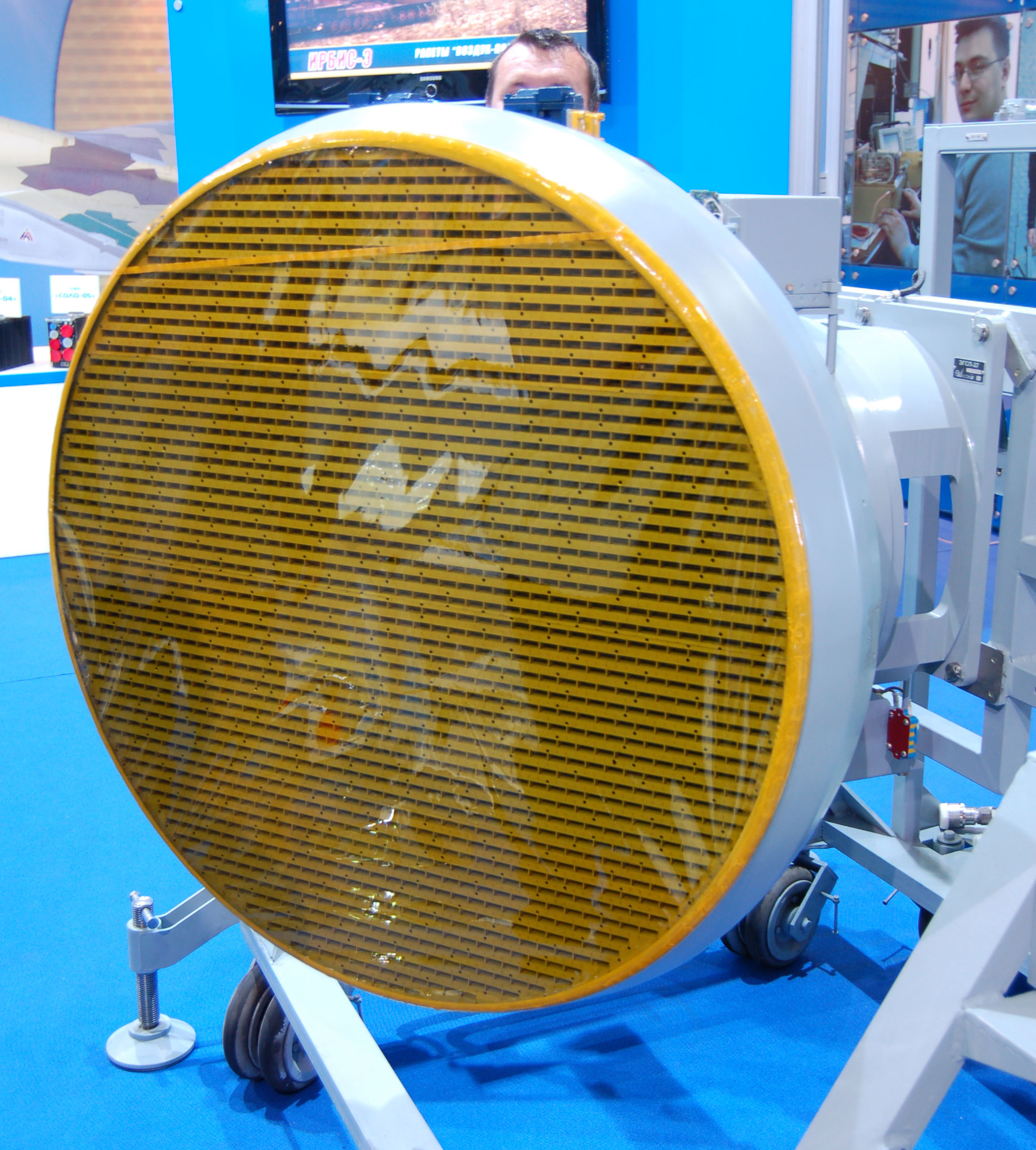
radarul cu baleiaj electronic IRBIS-E

- Radar cu baleiaj electronic Irbis-E
- Sistem de bruiaj KNIRTI SAP 14 (pilonul central)
- Sistem de bruiaj KNIRTI SAP 518 (câte unul pe vârful fiecărei aripi)
- Sistem de detecție și urmărire în infraroșu OLS-35
- Sistem de război electronic Khibiny-M